# Глыва, Евгений Николаевич
Евгений Николаевич Глыва (укр. Євген Миколайович Глива; род. 10 ноября 1983, Малая Павловка, Сумская область) — украинский легкоатлет, специалист по бегу марафонские и сверхмарафонские дистанции. Выступает на профессиональном уровне с 2008 года, победитель и призёр ряда крупных стартов на шоссе, в горах и в пустыне.

## Биография
Евгений Глыва родился 10 ноября 1983 года в селе Малая Павловка Ахтырского района Сумской области Украинской ССР.
Окончил Сумской государственный педагогический университет имени А. С. Макаренко по специальности «физическое воспитание». Работал тренером в Детско-юношеской спортивной школе Ахтырского района. Выполнил норматив мастера спорта Украины.
В 2008 и 2009 годах дважды подряд становился победителем Харьковского марафона, показывая время 2:37:19 и 2:32:49.
Начиная с 2010 года активно принимал участие в различных забегах на марафонские и сверхмарафонские дистанции по всему миру. Так, в этом сезоне выиграл забег на 50 км Ultramarathon des RTL в Родгау, был шестым на Братиславском марафоне, занял четвёртое место в ультрамарафоне 100 km del Passatore в Фаэнце, закрыл десятку сильнейших на марафоне в Голуэе, одержал победу на марафоне «Курский соловей».
В 2011 году победил в 100-километровом забеге Notte delle Fiandre и в Крымском марафоне в Симферополе.
В 2012 году выиграл Ultramarathon des RTL, был вторым на Strasimeno, занял 13-е место на чемпионате мира по бегу на 50 км.
В 2013 году стал пятым на Братиславском марафоне, вторым на 100 km del Passatore, показал шестой результат в горном марафоне Brixen Dolomiten, восьмой результат на марафоне в Церматте, финишировал на 11-й позиции в горных соревнованиях Swiss Alpine K78 в Давосе.
В 2014 году превзошёл всех соперников на Strasimeno, пришёл к финишу четвёртым на Братиславском марафоне, был седьмым на 100 km del Passatore, закрыл десятку сильнейших на марафоне в Церматте, занял 55-е место на чемпионате мира по 100-километровому ультрамарафону в Дохе.
В 2015 году вновь финишировал вторым на Strasimeno, стал четвёртым на Братиславском марафоне, одержал победу на Вышеградском марафоне, в горном забеге Swiss Alpine K78 и в Киевском марафоне.
В 2016 году добавил в послужной список победы на Strasimeno и на Wings for Life World Run в Австрии, успешно выступил ещё в нескольких соревнованиях на длинные дистанции, в том числе взял верх над всеми оппонентами на марафоне «Курский соловей».
Сезон 2017 года практически полностью пропустил из-за проблем с ахилловым сухожилием, перенёс операцию и восстанавливался от травмы.
В 2018 году возобновил спортивную карьеру, победил на Киевском марафоне и на 50-километровом пустынном ультрамарафоне Al Marmoon в Дубае, был вторым на Strasimeno, пятым на пустынном марафоне в Омане.
В 2019 году показал третий результат на пустынном марафоне в Омане.